# Euplectella oweni
Euplectella oweni är en svampdjursart som beskrevs av Geoffrey Alton Craig Herklots och Marshall 1868. Euplectella oweni ingår i släktet Euplectella och familjen Euplectellidae.
Artens utbredningsområde är havet kring Japan. Inga underarter finns listade i Catalogue of Life.